# Elezioni presidenziali in Colombia del 2018
Le elezioni presidenziali in Colombia del 2018 si sono tenute il 27 maggio (primo turno) e il 17 giugno (secondo turno).
Esse hanno visto la vittoria di Iván Duque Márquez, sostenuto dal Centro Democratico, che ha sconfitto Gustavo Petro, sostenuto dal partito progressista Colombia Humana. Il presidente uscente Juan Manuel Santos non poteva ricandidarsi per raggiungimento del limite di 2 mandati.

## Risultati
| Iván Duque Márquez    | Centro Democratico | 7 616 857  | 39,36 | 10 398 689 | 54,03 |  |  |  |
| Gustavo Petro         | Colombia Umana - Movimento Alternativo Indigeno e Sociale - Fuerza Ciudadana (secondo turno) - Unione Patriottica - Partito Comunista Colombiano          | 4 855 069  | 25,09 | 8 040 449  | 41,77 |  |  |  |
| Sergio Fajardo        | Compromesso Cittadino - Partito Verde - Polo Democratico Alternativo                                                                                      | 4 602 916  | 23,78 |            |       |  |  |  |
| Germán Vargas Lleras  | Mejor Vargas Lleras - Ante Todo Colombia - Cambiamento Radicale - Partito Sociale di Unità Nazionale - Partito Conservatore Colombiano - Scelta Cittadina | 1 412 392  | 7,30  |            |       |  |  |  |
| Humberto De la Calle  | Partito Liberale Colombiano - Alleanza Sociale Indipendente - Per una Huila Migliore                                                                      | 396 151    | 2,05  |            |       |  |  |  |
| Jorge Trujillo        | Todos Somos Colombia | 65 767     | 0,34  |            |       |  |  |  |
| Viviane Morales       | Partido Somos | 36 138     | 0,19  |            |       |  |  |  |
| Promotori voto bianco | Partito di Rivendicazione Etnica | 30 128     | 0,16  |            |       |  |  |  |
| Voti in bianco        | Voti in bianco | 338 581    | 1,75  | 807 924    | 4,20  |  |  |  |
| Totale                | Totale | 19 353 999 | 100   | 19 247 062 | 100   |  |  |  |
|                       | |            |       |            |       |  |  |  |
| Voti non validi       | Voti non validi | 289 677    | 1,47  | 289 342    | 1,48  |  |  |  |
| Votanti               | Votanti | 19 643 676 | 53,40 | 19 536 404 | 53,11 |  |  |  |
| Elettori              | Elettori | 36 783 940 |       | 36 783 940 |       |  |  |  |